# Phil Jagielka
Philip Nikodem Jagiełka, detto Phil Jagiełka (Sale, 17 agosto 1982), è un ex calciatore inglese, di ruolo difensore.

## Biografia
Di origini polacche, è il fratello minore di Steve Jagielka, anch'egli calciatore, deceduto nel 2021.

## Caratteristiche tecniche
Difensore rapido e potente, può essere impiegato in tutti i ruoli del reparto arretrato, compreso quello di terzino destro.

## Carriera

### Club
Calcisticamente cresciuto nel settore giovanile dello Sheffield United, esordisce in prima squadra nel 2000, sotto la guida di Neil Warnock. Nel 2007 viene acquistato dall'Everton e nella stessa stagione riceve anche la prima convocazione con la nazionale inglese.
Il 24 ottobre 2015, durante la sfida di Premier League giocatasi a Goodison Park contro l'Arsenal, subisce la rottura parziale del legamento collaterale mediale del ginocchio destro; rientra in campo il 9 gennaio 2016, giocando da titolare l'incontro valido per il terzo turno di FA Cup contro il Dag & Red.
Il 28 novembre 2023, dopo essere rimasto senza squadra, decide di ritirarsi.

### Nazionale
Ha esordito con la nazionale inglese il 1º giugno 2008, nell'amichevole vinta per 3-0 contro Trinidad e Tobago.
Ha partecipato al Campionato europeo 2012 e al Campionato mondiale 2014.

## Statistiche

### Presenze e reti nei club
Statistiche aggiornate al 20 agosto 2022.
| Stagione                | Squadra                 | Campionato              | Campionato | Campionato | Coppe nazionali | Coppe nazionali | Coppe nazionali | Coppe continentali | Coppe continentali | Coppe continentali | Altre coppe | Altre coppe | Altre coppe | Totale | Totale |
| Stagione                | Squadra                 | Comp                    | Pres       | Reti       | Comp            | Pres            | Reti            | Comp               | Pres               | Reti               | Comp        | Pres        | Reti        | Pres   | Reti   |
| ----------------------- | ----------------------- | ----------------------- | ---------- | ---------- | --------------- | --------------- | --------------- | ------------------ | ------------------ | ------------------ | ----------- | ----------- | ----------- | ------ | ------ |
| 2000-2001               | Sheffield United        | FD                      | 16         | 0          | FACup+CdL       | 0+3             | 0               | -                  | -                  | -                  | -           | -           | -           | 19     | 0      |
| 2001-2002               | Sheffield United        | FD                      | 23         | 3          | FACup+CdL       | 0+1             | 0               | -                  | -                  | -                  | -           | -           | -           | 24     | 3      |
| 2002-2003               | Sheffield United        | FD                      | 42+3       | 0+0        | FACup+CdL       | 5+7             | 1+1             | -                  | -                  | -                  | -           | -           | -           | 57     | 2      |
| 2003-2004               | Sheffield United        | FD                      | 43         | 3          | FACup+CdL       | 3+2             | 0               | -                  | -                  | -                  | -           | -           | -           | 48     | 3      |
| 2004-2005               | Sheffield United        | FLC                     | 46         | 0          | FACup+CdL       | 5+3             | 1+1             | -                  | -                  | -                  | -           | -           | -           | 54     | 2      |
| 2005-2006               | Sheffield United        | FLC                     | 46         | 8          | FACup+CdL       | 1+0             | 0               | -                  | -                  | -                  | -           | -           | -           | 47     | 8      |
| 2006-2007               | Sheffield United        | PL                      | 38         | 4          | FACup+CdL       | 0               | 0               | -                  | -                  | -                  | -           | -           | -           | 38     | 4      |
| 2007-2008               | Everton                 | PL                      | 34         | 1          | FACup+CdL       | 1+5             | 0               | CU                 | 9                  | 1                  | -           | -           | -           | 49     | 2      |
| 2008-2009               | Everton                 | PL                      | 34         | 0          | FACup+CdL       | 6+1             | 0               | CU                 | 2                  | 1                  | -           | -           | -           | 39     | 1      |
| 2009-2010               | Everton                 | PL                      | 12         | 0          | FACup+CdL       | 0+0             | 0               | UEL                | 1                  | 0                  | -           | -           | -           | 13     | 0      |
| 2010-2011               | Everton                 | PL                      | 33         | 1          | FACup+CdL       | 2+1             | 0               | -                  | -                  | -                  | -           | -           | -           | 36     | 1      |
| 2011-2012               | Everton                 | PL                      | 30         | 2          | FACup+CdL       | 1+2             | 0               | -                  | -                  | -                  | -           | -           | -           | 33     | 2      |
| 2012-2013               | Everton                 | PL                      | 36         | 2          | FACup+CdL       | 4+1             | 1+0             | -                  | -                  | -                  | -           | -           | -           | 41     | 3      |
| 2013-2014               | Everton                 | PL                      | 26         | 0          | FACup+CdL       | 2+2             | 0               | -                  | -                  | -                  | -           | -           | -           | 30     | 0      |
| 2014-2015               | Everton                 | PL                      | 37         | 4          | FACup+CdL       | 2+0             | 0               | UEL                | 9                  | 2                  | -           | -           | -           | 48     | 6      |
| 2015-2016               | Everton                 | PL                      | 21         | 0          | FACup+CdL       | 5+3             | 0               | -                  | -                  | -                  | -           | -           | -           | 29     | 0      |
| 2016-2017               | Everton                 | PL                      | 27         | 3          | FACup+CdL       | 0               | 0               | -                  |                    | -                  | -           | -           | -           | 27     | 3      |
| 2017-2018               | Everton                 | PL                      | 25         | 0          | FACup+CdL       | 1+1             | 0               | UEL                | 2                  | 0                  | -           | -           | -           | 29     | 0      |
| 2018-2019               | Everton                 | PL                      | 7          | 1          | FACup+CdL       | 0               | 0               | -                  | -                  | -                  | -           | -           | -           | 7      | 1      |
| Totale Everton          | Totale Everton          | Totale Everton          | 322        | 14         |                 | 40              | 1               |                    | 23                 | 4                  |             | -           | -           | 385    | 19     |
| 2019-2020               | Sheffield United        | PL                      | 6          | 0          | FACup+CdL       | 2+2             | 0               | -                  | -                  | -                  | -           | -           | -           | 10     | 0      |
| 2020-2021               | Sheffield United        | PL                      | 10         | 0          | FACup+CdL       | 1+1             | 0+0             | -                  | -                  | -                  | -           | -           | -           | 12     | 0      |
| Totale Sheffield United | Totale Sheffield United | Totale Sheffield United | 270+3      | 18+0       |                 | 36              | 4               |                    | -                  | -                  |             | -           | -           | 309    | 22     |
| 2021-gen. 2022          | Derby County            | FLC                     | 20         | 0          | FACup+CdL       | 1+0             | 0               | -                  | -                  | -                  | -           | -           | -           | 21     | 0      |
| gen.-giu. 2022          | Stoke City              | FLC                     | 20         | 0          | FACup+CdL       | 0+0             | 0+0             | -                  | -                  | -                  | -           | -           | -           | 20     | 0      |
| 2022-2023               | Stoke City              | FLC                     | 2          | 0          | FACup+CdL       | 0+1             | 0+0             | -                  | -                  | -                  | -           | -           | -           | 3      | 0      |
| Totale Stoke City       | Totale Stoke City       | Totale Stoke City       | 22         | 0          |                 | 0+1             | 0+0             |                    | -                  | -                  |             | -           | -           | 23     | 0      |
| Totale carriera         | Totale carriera         | Totale carriera         | 634+3      | 32+0       |                 | 78              | 5               |                    | 23                 | 4                  |             | -           | -           | 738    | 41     |

### Presenze e reti in nazionale
| Cronologia completa delle presenze e delle reti in nazionale ― Inghilterra | Cronologia completa delle presenze e delle reti in nazionale ― Inghilterra | Cronologia completa delle presenze e delle reti in nazionale ― Inghilterra | Cronologia completa delle presenze e delle reti in nazionale ― Inghilterra | Cronologia completa delle presenze e delle reti in nazionale ― Inghilterra | Cronologia completa delle presenze e delle reti in nazionale ― Inghilterra | Cronologia completa delle presenze e delle reti in nazionale ― Inghilterra | Cronologia completa delle presenze e delle reti in nazionale ― Inghilterra |
| Data                                                                       | Città                                                                      | In casa                                                                    | Risultato                                                                  | Ospiti                                                                     | Competizione                                                               | Reti                                                                       | Note                                                                       |
| -------------------------------------------------------------------------- | -------------------------------------------------------------------------- | -------------------------------------------------------------------------- | -------------------------------------------------------------------------- | -------------------------------------------------------------------------- | -------------------------------------------------------------------------- | -------------------------------------------------------------------------- | -------------------------------------------------------------------------- |
| 1-6-2008                                                                   | Port of Spain                                                              | Trinidad e Tobago                                                          | 0 – 3                                                                      | Inghilterra                                                                | Amichevole                                                                 | -                                                                          | 46’                                                                        |
| 11-2-2009                                                                  | Siviglia                                                                   | Spagna                                                                     | 2 – 0                                                                      | Inghilterra                                                                | Amichevole                                                                 | -                                                                          | 46’                                                                        |
| 1-4-2009                                                                   | Londra                                                                     | Inghilterra                                                                | 2 – 1                                                                      | Ucraina                                                                    | Qual. Mondiali 2010                                                        | -                                                                          | 88’                                                                        |
| 11-8-2010                                                                  | Londra                                                                     | Inghilterra                                                                | 2 – 1                                                                      | Ungheria                                                                   | Amichevole                                                                 | -                                                                          |                                                                            |
| 3-9-2010                                                                   | Londra                                                                     | Inghilterra                                                                | 4 – 0                                                                      | Bulgaria                                                                   | Qual. Euro 2012                                                            | -                                                                          |                                                                            |
| 7-9-2010                                                                   | Basilea                                                                    | Svizzera                                                                   | 1 – 3                                                                      | Inghilterra                                                                | Qual. Euro 2012                                                            | -                                                                          |                                                                            |
| 17-11-2010                                                                 | Londra                                                                     | Inghilterra                                                                | 1 – 2                                                                      | Francia                                                                    | Amichevole                                                                 | -                                                                          |                                                                            |
| 26-3-2011                                                                  | Cardiff                                                                    | Galles                                                                     | 0 – 2                                                                      | Inghilterra                                                                | Qual. Euro 2012                                                            | -                                                                          | 89’                                                                        |
| 29-3-2011                                                                  | Londra                                                                     | Inghilterra                                                                | 1 – 1                                                                      | Ghana                                                                      | Amichevole                                                                 | -                                                                          |                                                                            |
| 12-11-2011                                                                 | Londra                                                                     | Inghilterra                                                                | 1 – 0                                                                      | Spagna                                                                     | Amichevole                                                                 | -                                                                          |                                                                            |
| 26-5-2012                                                                  | Oslo                                                                       | Norvegia                                                                   | 0 – 1                                                                      | Inghilterra                                                                | Amichevole                                                                 | -                                                                          |                                                                            |
| 2-6-2012                                                                   | Londra                                                                     | Inghilterra                                                                | 1 – 0                                                                      | Belgio                                                                     | Amichevole                                                                 | -                                                                          | 70’                                                                        |
| 15-8-2012                                                                  | Berna                                                                      | Italia                                                                     | 1 – 2                                                                      | Inghilterra                                                                | Amichevole                                                                 | 1                                                                          | 61’                                                                        |
| 11-9-2012                                                                  | Londra                                                                     | Inghilterra                                                                | 1 – 1                                                                      | Ucraina                                                                    | Qual. Mondiali 2014                                                        | -                                                                          |                                                                            |
| 12-10-2012                                                                 | Londra                                                                     | Inghilterra                                                                | 5 – 0                                                                      | San Marino                                                                 | Qual. Mondiali 2014                                                        | -                                                                          |                                                                            |
| 17-10-2012                                                                 | Varsavia                                                                   | Polonia                                                                    | 1 – 1                                                                      | Inghilterra                                                                | Qual. Mondiali 2014                                                        | -                                                                          |                                                                            |
| 29-5-2013                                                                  | Londra                                                                     | Inghilterra                                                                | 1 – 1                                                                      | Irlanda                                                                    | Amichevole                                                                 | -                                                                          |                                                                            |
| 2-6-2013                                                                   | Rio de Janeiro                                                             | Brasile                                                                    | 2 – 2                                                                      | Inghilterra                                                                | Amichevole                                                                 | -                                                                          |                                                                            |
| 14-8-2013                                                                  | Londra                                                                     | Inghilterra                                                                | 3 – 2                                                                      | Scozia                                                                     | Amichevole                                                                 | -                                                                          | 84’                                                                        |
| 6-9-2013                                                                   | Londra                                                                     | Inghilterra                                                                | 4 – 0                                                                      | Moldavia                                                                   | Qual. Mondiali 2014                                                        | -                                                                          |                                                                            |
| 10-9-2013                                                                  | Kiev                                                                       | Ucraina                                                                    | 0 – 0                                                                      | Inghilterra                                                                | Qual. Mondiali 2014                                                        | -                                                                          |                                                                            |
| 11-10-2013                                                                 | Londra                                                                     | Inghilterra                                                                | 4 – 1                                                                      | Montenegro                                                                 | Qual. Mondiali 2014                                                        | -                                                                          |                                                                            |
| 15-10-2013                                                                 | Londra                                                                     | Inghilterra                                                                | 2 – 0                                                                      | Polonia                                                                    | Qual. Mondiali 2014                                                        | -                                                                          |                                                                            |
| 19-11-2013                                                                 | Londra                                                                     | Inghilterra                                                                | 0 – 1                                                                      | Germania                                                                   | Amichevole                                                                 | -                                                                          |                                                                            |
| 30-5-2014                                                                  | Londra                                                                     | Inghilterra                                                                | 3 – 0                                                                      | Perù                                                                       | Amichevole                                                                 | 1                                                                          | 73’                                                                        |
| 7-6-2014                                                                   | Miami Gardens                                                              | Inghilterra                                                                | 0 – 0                                                                      | Honduras                                                                   | Amichevole                                                                 | -                                                                          |                                                                            |
| 14-6-2014                                                                  | Manaus                                                                     | Inghilterra                                                                | 1 – 2                                                                      | Italia                                                                     | Mondiali 2014 - 1º turno                                                   | -                                                                          |                                                                            |
| 19-6-2014                                                                  | San Paolo                                                                  | Uruguay                                                                    | 2 – 1                                                                      | Inghilterra                                                                | Mondiali 2014 - 1º turno                                                   | -                                                                          |                                                                            |
| 3-9-2014                                                                   | Londra                                                                     | Inghilterra                                                                | 1 – 0                                                                      | Norvegia                                                                   | Amichevole                                                                 | -                                                                          | 84’                                                                        |
| 8-9-2014                                                                   | Basilea                                                                    | Svizzera                                                                   | 0 – 2                                                                      | Inghilterra                                                                | Qual. Euro 2016                                                            | -                                                                          | 77’                                                                        |
| 9-10-2014                                                                  | Londra                                                                     | Inghilterra                                                                | 5 – 0                                                                      | San Marino                                                                 | Qual. Euro 2016                                                            | 1                                                                          |                                                                            |
| 12-10-2014                                                                 | Tallinn                                                                    | Estonia                                                                    | 0 – 1                                                                      | Inghilterra                                                                | Qual. Euro 2016                                                            | -                                                                          |                                                                            |
| 15-11-2014                                                                 | Londra                                                                     | Inghilterra                                                                | 3 – 1                                                                      | Slovenia                                                                   | Qual. Euro 2016                                                            | -                                                                          | 88’ 89’                                                                    |
| 18-11-2014                                                                 | Glasgow                                                                    | Scozia                                                                     | 1 – 3                                                                      | Inghilterra                                                                | Amichevole                                                                 | -                                                                          | 46’                                                                        |
| 31-3-2015                                                                  | Torino                                                                     | Italia                                                                     | 1 – 1                                                                      | Inghilterra                                                                | Amichevole                                                                 | -                                                                          |                                                                            |
| 7-6-2015                                                                   | Dublino                                                                    | Irlanda                                                                    | 0 – 0                                                                      | Inghilterra                                                                | Amichevole                                                                 | -                                                                          | 74’                                                                        |
| 5-9-2015                                                                   | Serravalle                                                                 | San Marino                                                                 | 0 – 6                                                                      | Inghilterra                                                                | Qual. Euro 2016                                                            | -                                                                          |                                                                            |
| 12-10-2015                                                                 | Vilnius                                                                    | Lituania                                                                   | 0 – 3                                                                      | Inghilterra                                                                | Qual. Euro 2016                                                            | -                                                                          |                                                                            |
| 29-3-2016                                                                  | Londra                                                                     | Inghilterra                                                                | 1 – 2                                                                      | Paesi Bassi                                                                | Amichevole                                                                 | -                                                                          | 70’                                                                        |
| 15-11-2016                                                                 | Londra                                                                     | Inghilterra                                                                | 2 – 2                                                                      | Spagna                                                                     | Amichevole                                                                 | -                                                                          | 46’                                                                        |
| Totale                                                                     |                                                                            | Presenze                                                                   | 40                                                                         |                                                                            | Reti                                                                       | 3                                                                          |                                                                            |

## Palmarès

### Individuale
- Championship Player of the Year: 1

2005-2006
- FA Premier League Player of the Month: 1

2008-2009 - Febbraio